# Phygadeuon campoplegoides
Phygadeuon campoplegoides là một loài tò vò trong họ Ichneumonidae.